# Perinoia exclamans
Perinoia exclamans is een halfvleugelig insect uit de familie Aphrophoridae. De wetenschappelijke naam van deze soort is voor het eerst geldig gepubliceerd in 1857 door Walker.